# Линдсей, Роберт
Роберт Александер Линдсей (англ. Robert Alexander Lindsay; 18 апреля 1890 — 21 октября 1958) — британский легкоатлет, который специализировался в беге на короткие дистанции.

## Достижения
- Олимпийский чемпион в эстафете 4×400 метров (1920).
- Чемпион Англии по беге на 440 ярдов (1921).
- Многократный чемпион Шотландии в беге на 440 ярдов.